# بسکتبال در المپیک تابستانی ۲۰۰۴
بسکتبال در بازی‌های المپیک تابستانی ۲۰۰۴ نام رویداد ورزش بسکتبال در بازی‌های المپیک تابستانی بود که در سال ۲۰۰۴ برگزار شد.

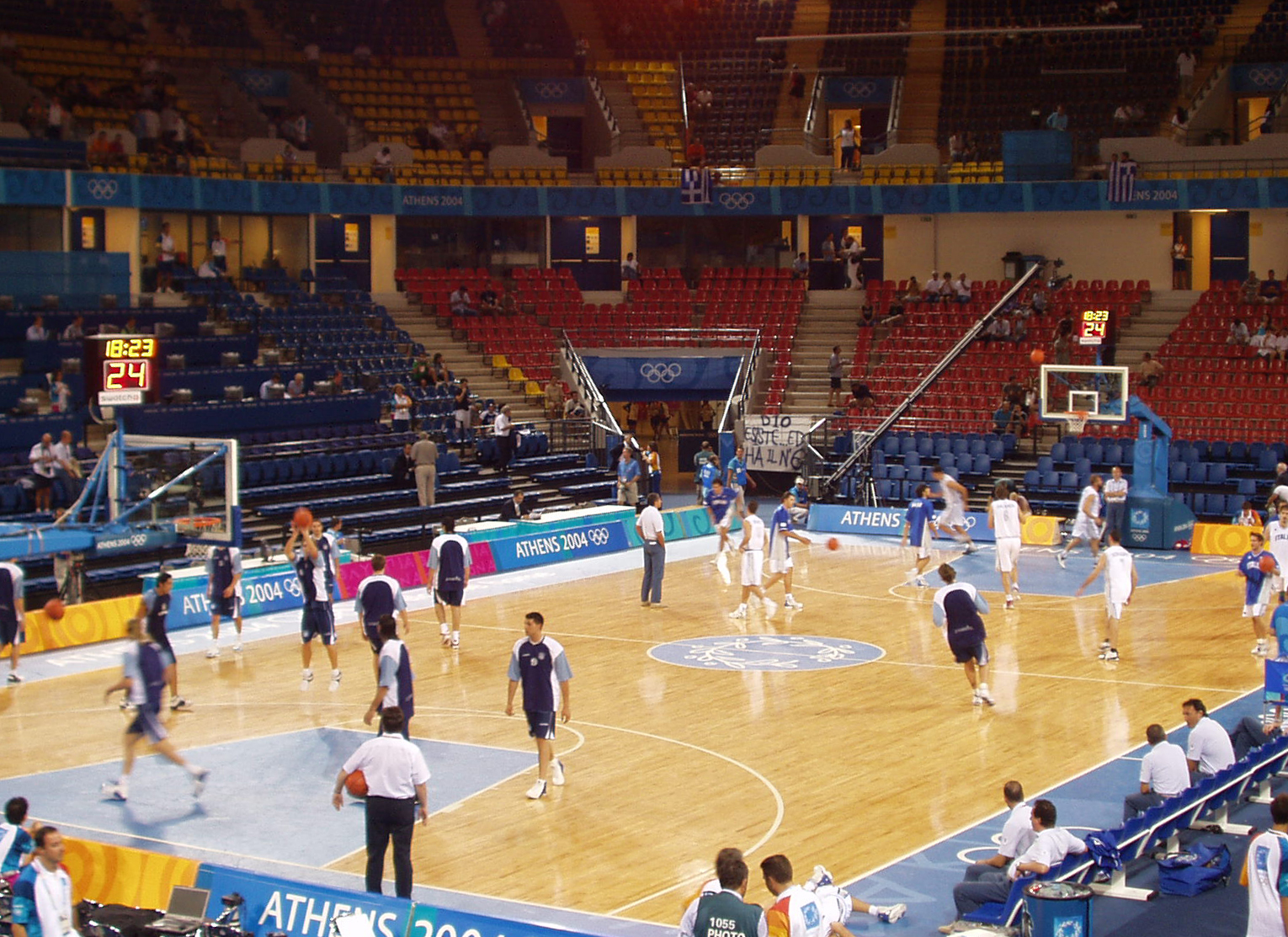
گرم کردن ایتالیا و آرژانتین قبل از بازی

## مسابقات مردان

### گروه آ
| تیم                 | برد | باخت | گل زده | گل خورده | تفاضل | امتیاز |
| ------------------- | --- | ---- | ------ | -------- | ----- | ------ |
| اسپانیا             | ۵   | ۰    | ۴۰۵    | ۳۴۹      | +۵۶   | ۱۰     |
| ایتالیا             | ۳   | ۲    | ۳۷۱    | ۳۴۱      | +۳۰   | ۸      |
| آرژانتین            | ۳   | ۲    | ۴۱۴    | ۳۹۶      | +۱۸   | ۸      |
| چین                 | ۲   | ۳    | ۳۰۳    | ۳۸۲      | −۷۹   | ۷      |
| نیوزیلند            | ۱   | ۴    | ۳۹۹    | ۴۱۳      | −۱۴   | ۶      |
| صربستان و مونته‌نگرو | ۱   | ۴    | ۳۷۷    | ۳۸۸      | −۱۱   | ۶      |

### گروه ب
| تیم                 | برد | باخت | گل زده | گل خورده | تفاضل | امتیاز |
| ------------------- | --- | ---- | ------ | -------- | ----- | ------ |
| لیتوانی             | ۵   | ۰    | ۴۶۸    | ۴۱۴      | +۵۴   | ۱۰     |
| یونان               | ۳   | ۲    | ۳۸۹    | ۳۴۳      | +۴۶   | ۸      |
| پورتوریکو           | ۳   | ۲    | ۴۱۰    | ۴۱۱      | −۱    | ۸      |
| ایالات متحده آمریکا | ۳   | ۲    | ۴۱۸    | ۳۸۹      | +۲۹   | ۸      |
| استرالیا            | ۱   | ۴    | ۳۸۳    | ۴۱۱      | −۲۸   | ۶      |
| آنگولا              | ۰   | ۵    | ۳۲۱    | ۴۲۱      | −۱۰۰  | ۵      |

## جدول مدال‌ها
| رتبه                       | مردان               | مردان | مردان | مردان | زنان                | زنان | زنان | زنان |
| رتبه                       | تیم                 | بازی  | برد   | باخت  | تیم                 | بازی | برد  | باخت |
| -------------------------- | ------------------- | ----- | ----- | ----- | ------------------- | ---- | ---- | ---- |
| 1                          | آرژانتین            | ۸     | ۶     | ۲     | ایالات متحده آمریکا | ۸    | ۸    | ۰    |
| 2                          | ایتالیا             | ۸     | ۵     | ۳     | استرالیا            | ۸    | ۷    | ۱    |
| 3                          | ایالات متحده آمریکا | ۸     | ۵     | ۳     | روسیه               | ۸    | ۶    | ۲    |
| ۴                          | لیتوانی             | ۸     | ۶     | ۲     | برزیل               | ۸    | ۴    | ۴    |
| حذف شده در مرحله ۱/۴ نهایی |                     |       |       |       |                     |      |      |      |
| ۵                          | یونان               | ۷     | ۴     | ۳     | چک                  | ۷    | ۴    | ۳    |
| ۶                          | پورتوریکو           | ۷     | ۳     | ۴     | اسپانیا             | ۷    | ۴    | ۳    |
| ۷                          | اسپانیا             | ۷     | ۶     | ۱     | یونان               | ۷    | ۳    | ۴    |
| ۸                          | چین                 | ۷     | ۲     | ۵     | نیوزیلند            | ۷    | ۲    | ۵    |
| رده بندی مکان نهم          |                     |       |       |       |                     |      |      |      |
| ۹                          | استرالیا            | ۶     | ۲     | ۴     | چین                 | ۶    | ۲    | ۴    |
| ۱۰                         | نیوزیلند            | ۶     | ۱     | ۵     | ژاپن                | ۶    | ۱    | ۵    |
| رده بندی مکان یازدهم       |                     |       |       |       |                     |      |      |      |
| ۱۱                         | صربستان و مونته‌نگرو | ۶     | ۲     | ۴     | نیجریه              | ۶    | ۱    | ۵    |
| ۱۲                         | آنگولا              | ۶     | ۰     | ۶     | کرهٔ جنوبی           | ۶    | ۰    | ۶    |